# Oddone I di Penthièvre
Oddone di Penthièvre (in bretone: Eozen Penteur; in francese Eudes o Éon de Penthièvre; 999 – Cesson, 7 gennaio 1079) fu il primo conte di Penthièvre, dal 1035 fino alla sua morte; fu inoltre duca reggente di Bretagna, dal 1040 al 1047 e fu il capostipite dei conti di Richmond.

## Origine
Oddone, secondo il monaco e cronista normanno, Guglielmo di Jumièges, nella sua Historiæ Normannorum Scriptores Antiqui, era il figlio secondogenito del conte di Rennes e duca di Bretagna, Goffredo I Berengario e della moglie, Havoise di Normandia (980 circa - 21 febbraio 1034)), che, secondo Guglielmo di Jumiège, era la figlia di Riccardo I Senza Paura Jarl (equiparabile al nostro conte) dei Normanni e conte di Rouen, e della moglie, Gunnora (950-5 gennaio 1031), di cui non si conoscono i nomi degli ascendenti, ma di nobile famiglia di origine vichinga (Gunnor ex nobilissima Danorum prosapia ortam); i genitori di Havoise sono confermati anche dal monaco e cronista inglese, Orderico Vitale. Però i religiosi e cronisti normanni Dudone di San Quintino e Roberto di Torigni sostengono che alla nascita Havoise fosse figlia naturale, in quanto l'unione di Riccardo I Senza Paura e di Gunnora era stata fatta secondo il more danico o uso vichingo, pagano, senza cerimonia religiosa e che il matrimonio religioso fu celebrato in un secondo tempo.
Goffredo I Berengato, secondo La chronique de Nantes, era figlio del conte di Rennes e duca di Bretagna, Conan I il Torto e della moglie, Ermengarda d'Angiò (come ci viene confermato dal monaco Rodolfo il Glabro, uno dei maggiori cronisti d'età medievale), figlia del terzo Conte di Angiò, Goffredo I Grisegonelle e di Adele di Vermandois (circa 950 - † 974), figlia di Roberto di Vermandois, conte di Meaux e di Troyes. La paternità di Conan I viene confermata anche dalla Ex Chronico Sancti Michaelis in periculo maris e dal Chartularium abbatiae Sancti Salvatoris Rotonensis.

## Biografia
Suo padre, Goffredo I morì nel 1008, mentre si recava in pellegrinaggio a Roma, sia secondo il Chronicon Kemperlegiense (dum pergeret Romam), che secondo il Chronico Sancti Michaelis in periculo maris (dum pergeret Romam causa orationis); mentre il documento n° CCXCVI del Chartularium abbatiae Sancti Salvatoris Rotonensis, datato 1026, ricorda che Goffredo (Gaufridus, Conani Curvi filius) fu ucciso in combattimento.
Suo fratello, Alano III, di circa undici anni, quindi minorenne, succedette al padre, sotto la tutela della madre, Havoise, che ebbe la reggenza del ducato mentre suo zio (il fratello di Havoise), Riccardo II di Normandia si incaricò di proteggerlo.
In quello stesso 1008, dopo la morte del marito, Goffredo I, secondo il documento nº 1 del Recueil d´actes inédites des ducs et princes de Bretagne, Havoise assieme ai due figli, Alano III e Oddone, restaurarono l'abbazia di Saint-Méen.
Alcuni anni dopo, ancora, secondo un documento del Recueil d´actes inédites des ducs et princes de Bretagne, il n° II, Havoise assieme ai due figli, Alano III e Oddone, fondò una abbazia a Redon. In questo documento i due fratelli sono citati come se governassero di comune accordo (Alanus et Egio Britannorum monarchi).
Nel 1026 suo cugino Riccardo III di Normandia morì lasciando il ducato al fratello minore Roberto I di Normandia e Alano s'approfittò dei tumulti che scoppiarono per liberarsi dalla sovranità dei normanni..
Tra il 1028 ed il 1030, secondo il Cartulaire de l´abbaye de Saint-Georges de Rennes, Alano (Alanus Britannice gentis dux atque princeps) fondò l'abbazia di Saint-Georges de Rennes e Oddone (Eudo meus germanus) fu tra i testimoni che sottoscrissero il documento.
Dopo la morte della madre, Havoise, nel 1034, l'armonia tra i due fratelli venne meno e, nel 1035, a Oddone fu assegnato un territorio, nella parte nord del ducato, che comprendeva le diocesi di Dol, Saint Malo, Saint Brieuc e Tréguier, e gli fu assegnato il titolo di Conte di Penthièvre;infatti, nel 1037, i due fratelli controfirmarono il documento nº 13 delle Chartes de Saint-Julien de Tours (1002-1227) come Alano duca (Alanus dux) e Oddone fratello del duca (Eudonis fratris Alani ducis Britannorum)
Il 1 ottobre 1040, mentre assediava un castello ribelle nei pressi di Vimoutiers Alano morì improvvisamente e, se si presta fede ad Orderico Vitale, fu avvelenato dagli stessi normanni. La morte di Alano III, nel 1040, è documentata anche dallo Ex Chronico Britannico.
Ad Alano III succedette il figlio Conan II, ancora minorenne, sotto tutela della madre, Berta di Blois, e la reggenza dello zio, Oddone. La moglie, Berta, dopo che il figlio, Conan II, divenne maggiorenne, ancora secondo Orderico Vitale, andò in sposa al conte del Maine, Ugo IV.
Oddone non si limitò a governare il ducato ma si investì del titolo di duca ed imprigionò il nipote, Conan II.
Quando, nel 1047, Conan II fu liberato dai suoi seguaci e prese possesso del ducato, Oddone lo combatté, continuando a ritenersi duca di Bretagna (anche se nel documento n° XIII del Cartulaire de l´abbaye de Saint-Georges de Rennes, controfirmò col titolo di conte), e secondo Orderico Vitale si comportò per quindici anni come duca di Bretagna.
Solo nel 1056 fu sconfitto dal nipote, Conan II, che, secondo il monaco e cronista normanno, Guglielmo di Poitiers, lo imprigionò.
In prigione non stette molto, in quanto secondo il documento di donazione n° DCLXXVII del Cartulaire de l´abbaye de Saint-Aubin d'Angers, tome II, redatto tra il 1056 stesso ed il 1060, fece una donazione di una proprietà al monastero di Saint-Aubin d'Angers, in cui si cita come conte e non duca (comiti Britannie Eudoni) e che sottoscrisse con la moglie, Oreguen ed i figli, Goffredo, Alano detto il Rosso, Guglielmo, Roberto e Riccardo (Comes Eudo, uxor eius Orguen et filii eorum Gausfridus, Alanus, Willelmus, Rotbertus, Ricardus).
Oddone, secondo il Ex Chronico Britannico, morì nel 1079, ricordandolo come duca (reggente) di Bretagna e capostipite dei conti di Penthièvre; morì a Cesson e fu tumulato nella Cattedrale di Santo Stefano a Saint-Brieuc. Come conte di Penthièvre, gli succedette il figlio primogenito, Goffredo

## Matrimonio e figli
Oddone, come ci conferma il Cartulaire de l´abbaye de Saint-Aubin d'Angers, aveva sposato Orguen o Agnese di Cornovaglia (Francia), figlia del conte di Cornovaglia, Alano "Caignard" e della moglie, Giuditta di Nantes, figlia del conte di Nantes, Judicael di Nantes, a sua volta figlio del conte di Vannes e di Nantes e duca di Bretagna Hoel I.
Dal matrimonio di Oddone e Berta nacquero dtversi figli:
- Goffredo[21] ( † 24 agosto 1093), Conte di Penthièvre,
- Brian[24] ( † dopo il 1084), primo conte di Cornovaglia
- una figlia femmina
- Alano detto il Rosso[21] ( † 4 agosto 1093), primo Lord di Richmond[25], che ebbe come amante Gunhild del Wessex (1055-1097), figlia del re d'Inghilterra, Aroldo II
- Guglielmo[21] ( † dopo il 1060)
- Roberto[21] ( † dopo il 1083)
- Riccardo[21] ( † dopo il 1060)
- Alano detto il Nero[25] ( † 1098), Lord di Richmond[25], che ebbe come amante Gunhild del Wessex (1055-1097), figlia del re d'Inghilterra, Aroldo II
- Stefano[25](962 circa - 21 aprile 1136)), Conte di Penthièvre e Lord di Richmond[25],

Da una o più concubine, di cui non si conoscono né il nome né gli ascendenti, ebbe altri figli:
- Bodin
- Bardulfo
- Ribaldo
- Arnoldo
- Derrien

## Ascendenza
|                         |                          |                    | Genitori              |  |  | Nonni |  |  | Bisnonni            |  |  | Trisnonni                 |  |
|                         |                          |                    |                       |  |  |       |  |  | Judicael Berengario |  |  | Berengario II di Neustria |  |
|                         |                          |                    |                       |  |  |       |  |  | Judicael Berengario |  |  | Berengario II di Neustria |  |
|                         |                          | …                  |                       |  |  |       |  |  | Judicael Berengario |  |  |                           |  |
| Conan I di Bretagna     |                          |                    |                       |  |  |       |  |  | Judicael Berengario |  |  |                           |  |
|                         |                          | Gerberga           | …                     |  |  |       |  |  |                     |  |  |                           |  |
|                         |                          | Gerberga           | …                     |  |  |       |  |  |                     |  |  |                           |  |
|                         |                          | Gerberga           | …                     |  |  |       |  |  |                     |  |  |                           |  |
| Goffredo I di Bretagna  |                          | Gerberga           |                       |  |  |       |  |  |                     |  |  |                           |  |
|                         |                          | Goffredo I d'Angiò | Folco II d'Angiò      |  |  |       |  |  |                     |  |  |                           |  |
|                         |                          | Goffredo I d'Angiò | Folco II d'Angiò      |  |  |       |  |  |                     |  |  |                           |  |
|                         |                          | Goffredo I d'Angiò | Gerberga              |  |  |       |  |  |                     |  |  |                           |  |
| Ermengarda d'Angiò      |                          | Goffredo I d'Angiò |                       |  |  |       |  |  |                     |  |  |                           |  |
|                         |                          | Adele di Troyes    | Roberto di Vermandois |  |  |       |  |  |                     |  |  |                           |  |
|                         |                          | Adele di Troyes    | Roberto di Vermandois |  |  |       |  |  |                     |  |  |                           |  |
|                         |                          | Adele di Troyes    | Adeliaide di Borgogna |  |  |       |  |  |                     |  |  |                           |  |
| Oddone I di Penthièvre  |                          | Adele di Troyes    |                       |  |  |       |  |  |                     |  |  |                           |  |
|                         | Guglielmo I di Normandia | Rollone            |                       |  |  |       |  |  |                     |  |  |                           |  |
|                         | Guglielmo I di Normandia | Rollone            |                       |  |  |       |  |  |                     |  |  |                           |  |
|                         | Guglielmo I di Normandia | Poppa di Bayeux    |                       |  |  |       |  |  |                     |  |  |                           |  |
| Riccardo I di Normandia | Guglielmo I di Normandia |                    |                       |  |  |       |  |  |                     |  |  |                           |  |
|                         |                          | Sprota             | …                     |  |  |       |  |  |                     |  |  |                           |  |
|                         |                          | Sprota             | …                     |  |  |       |  |  |                     |  |  |                           |  |
|                         |                          | Sprota             | …                     |  |  |       |  |  |                     |  |  |                           |  |
| Havoise di Normandia    |                          | Sprota             |                       |  |  |       |  |  |                     |  |  |                           |  |
|                         |                          | …                  | …                     |  |  |       |  |  |                     |  |  |                           |  |
|                         |                          | …                  | …                     |  |  |       |  |  |                     |  |  |                           |  |
|                         |                          | …                  | …                     |  |  |       |  |  |                     |  |  |                           |  |
| Gunnora di Normandia    |                          | …                  |                       |  |  |       |  |  |                     |  |  |                           |  |
|                         |                          | …                  | …                     |  |  |       |  |  |                     |  |  |                           |  |
|                         |                          | …                  | …                     |  |  |       |  |  |                     |  |  |                           |  |
|                         |                          | …                  | …                     |  |  |       |  |  |                     |  |  |                           |  |
|                         |                          | …                  |                       |  |  |       |  |  |                     |  |  |                           |  |

### Fonti primarie
- (LA)  Rerum Gallicarum et Francicarum Scriptores, tomus X.
- (LA)  Rerum Gallicarum et Francicarum Scriptores, tomus XI.
- (LA)  Rerum Gallicarum et Francicarum Scriptores, tomus XII.
- (LA)  Recueil d´actes inédites des ducs et princes de Bretagne.
- (LA)  Ordericus Vitalis, Historia Ecclesiastica, vol. II.
- (LA)  Rodulfi Glabri Cluniacensis, Historiarum Sui Temporis, Libri Quinque.
- (LA)  La chroniques de nantes.
- (LA)  Cartulaire de l'abbaye de Redon en Bretagne.
- (LA)  Cartulaire de labbaye de Saint-Georges de Rennes.
- (LA)  Cartulaire de l´abbaye de Saint-Aubin d'Angers, tome II.
- (LA)  Chartes de Saint-Julien de Tours (1002-1227).
- (LA)  Stephani Baluzii Miscellaneorum, Liber I.
- (LA)  Historiæ Normannorum Scriptores Antiqui.

### Letteratura storiografica
- Louis Halphen, "La Francia dell'XI secolo", cap. XXIV, vol. II (L'espansione islamica e la nascita dell'Europa feudale) della Storia del Mondo Medievale, 1999, pp. 770–806.
- (FR)  Histoire de Bretagne, de l'année 754 a l'année 995 di Arthur Le Moyne de La Borderie.
- (FR)  Lobineau, G. A. (1707) Histoire de Bretagne (Paris), Tome I.
- (FR)  La chroniques de nantes.
- (FR)  Baluze, Histoire généalogique de la maison d'Auvergne, tome1.